# Fußball-Europameisterschaft 2012/Gruppe A
| Pl.                                                                             | Land         | Sp. | S | U | N | Tore    | Diff. | Punkte |
| ------------------------------------------------------------------------------- | ------------ | --- | - | - | - | ------- | ----- | ------ |
| 1.                                                                              | Tschechien   | 3   | 2 | 0 | 1 | 004:500 | −1    | 06     |
| 2.                                                                              | Griechenland | 3   | 1 | 1 | 1 | 003:300 | ±0    | 04     |
| 3.                                                                              | Russland     | 3   | 1 | 1 | 1 | 005:300 | +2    | 04     |
| 4.                                                                              | Polen        | 3   | 0 | 2 | 1 | 002:300 | −1    | 02     |
| Für die Platzierung 2 und 3 ist der direkte Vergleich maßgeblich (siehe Modus). |              |     |   |   |   |         |       |        |

Gruppe A der Fußball-Europameisterschaft 2012:

## Polen – Griechenland 1:1 (1:0)
| Polen                                                    | Polen | Griechenland | Griechenland | Aufstellung                          |
| -------------------------------------------------------- | --- | --- | ------------ | ------------------------------------ |
| Polen                                                    | \| 1. Spieltag \| \| 8. Juni 2012 um 18:00 Uhr in Warschau (Stadion Narodowy) \| \| Zuschauer: 56.070 \| \| Schiedsrichter: Carlos Velasco Carballo ( Spanien) \| \| Spielbericht \|                                                                          | \| 1. Spieltag \| \| 8. Juni 2012 um 18:00 Uhr in Warschau (Stadion Narodowy) \| \| Zuschauer: 56.070 \| \| Schiedsrichter: Carlos Velasco Carballo ( Spanien) \| \| Spielbericht \| | Griechenland | Aufstellung Polen gegen Griechenland |
| Polen                                                    | Wojciech Szczęsny – Łukasz Piszczek, Marcin Wasilewski, Damien Perquis, Sebastian Boenisch – Rafał Murawski, Eugen Polanski – Jakub Błaszczykowski , Ludovic Obraniak, Maciej Rybus (70. Przemysław Tytoń) – Robert Lewandowski Cheftrainer: Franciszek Smuda | Konstantinos Chalkias – Vasilios Torosidis, Sokratis, Avraam Papadopoulos (37. Kyriakos Papadopoulos), José Holebas – Ioannis Maniatis, Konstantinos Katsouranis, Giorgos Karagounis – Sotirios Ninis (46. Dimitrios Salpingidis) – Giorgos Samaras, Theofanis Gekas (68. Konstantinos Fortounis) Cheftrainer: Fernando Santos ( Portugal) | Griechenland | Aufstellung Polen gegen Griechenland |
| Polen                                                    | 1:0 Lewandowski (17.) | 1:1 Salpingidis (51.) | Griechenland | Aufstellung Polen gegen Griechenland |
| Polen                                                    | Papastathopoulos (35.), Holebas (45.+2'), Karagounis (54.) | | Griechenland | Aufstellung Polen gegen Griechenland |
| Polen                                                    | Papastathopoulos (44.) | | Griechenland | Aufstellung Polen gegen Griechenland |
| Polen                                                    | Szczęsny (69.) | | Griechenland | Aufstellung Polen gegen Griechenland |
| Polen                                                    | Tytoń hält Elfmeter von Karagounis (71.) | | Griechenland | Aufstellung Polen gegen Griechenland |
| Polen                                                    | Spieler des Spiels: Robert Lewandowski (Polen) | | Griechenland | Aufstellung Polen gegen Griechenland |
| 1. Spieltag                                              | | |              |                                      |
| 8. Juni 2012 um 18:00 Uhr in Warschau (Stadion Narodowy) | | |              |                                      |
| Zuschauer: 56.070                                        | | |              |                                      |
| Schiedsrichter: Carlos Velasco Carballo ( Spanien)       | | |              |                                      |
| Spielbericht                                             | | |              |                                      |

## Russland – Tschechien 4:1 (2:0)
| Russland                                                   | Russland | Tschechien | Tschechien | Aufstellung                           |
| ---------------------------------------------------------- | --- | --- | ---------- | ------------------------------------- |
| Russland                                                   | \| 1. Spieltag \| \| 8. Juni 2012 um 20:45 Uhr in Breslau (Städtisches Stadion) \| \| Zuschauer: 40.803 \| \| Schiedsrichter: Howard Webb ( England) \| \| Spielbericht \| | \| 1. Spieltag \| \| 8. Juni 2012 um 20:45 Uhr in Breslau (Städtisches Stadion) \| \| Zuschauer: 40.803 \| \| Schiedsrichter: Howard Webb ( England) \| \| Spielbericht \|                                                                                   | Tschechien | Aufstellung Russland gegen Tschechien |
| Russland                                                   | Wjatscheslaw Malafejew – Alexander Anjukow, Alexei Beresuzki, Sergei Ignaschewitsch, Juri Schirkow – Roman Schirokow, Igor Denissow, Konstantin Syrjanow – Alan Dsagojew (84. Alexander Kokorin), Andrei Arschawin – Alexander Kerschakow (73. Roman Pawljutschenko) Cheftrainer: Dick Advocaat ( Niederlande) | Petr Čech – Theodor Gebre Selassie, Roman Hubník, Tomáš Sivok, Michal Kadlec – Jaroslav Plašil, Petr Jiráček (76. Milan Petržela) – Václav Pilař, Tomáš Rosický , Jan Rezek (46. Tomáš Hübschman) – Milan Baroš (85. David Lafata) Cheftrainer: Michal Bílek | Tschechien | Aufstellung Russland gegen Tschechien |
| Russland                                                   | 1:0 Dsagojew (15.) 2:0 Schirokow (24.) 3:1 Dsagojew (79.) 4:1 Pawljutschenko (82.) | 2:1 Pilař (52.) | Tschechien | Aufstellung Russland gegen Tschechien |
| Russland                                                   | Spieler des Spiels: Alan Dsagojew (Russland) | | Tschechien | Aufstellung Russland gegen Tschechien |
| 1. Spieltag                                                | | |            |                                       |
| 8. Juni 2012 um 20:45 Uhr in Breslau (Städtisches Stadion) | | |            |                                       |
| Zuschauer: 40.803                                          | | |            |                                       |
| Schiedsrichter: Howard Webb ( England)                     | | |            |                                       |
| Spielbericht                                               | | |            |                                       |

## Griechenland – Tschechien 1:2 (0:2)
| Griechenland                                                | Griechenland | Tschechien | Tschechien | Aufstellung                               |
| ----------------------------------------------------------- | --- | --- | ---------- | ----------------------------------------- |
| Griechenland                                                | \| 2. Spieltag \| \| 12. Juni 2012 um 18:00 Uhr in Breslau (Städtisches Stadion) \| \| Zuschauer: 41.105 \| \| Schiedsrichter: Stéphane Lannoy ( Frankreich) \| \| Spielbericht \| | \| 2. Spieltag \| \| 12. Juni 2012 um 18:00 Uhr in Breslau (Städtisches Stadion) \| \| Zuschauer: 41.105 \| \| Schiedsrichter: Stéphane Lannoy ( Frankreich) \| \| Spielbericht \|                                                                                   | Tschechien | Aufstellung Griechenland gegen Tschechien |
| Griechenland                                                | Konstantinos Chalkias (22. Michalis Sifakis) – Kyriakos Papadopoulos, Vasilios Torosidis, José Holebas – Ioannis Maniatis, Georgios Karagounis , Giorgos Fotakis (46. Theofanis Gekas), Konstantinos Katsouranis, Konstantinos Fortounis (71. Konstantinos Mitroglou) – Georgios Samaras, Dimitrios Salpingidis Cheftrainer: Fernando Santos ( Portugal) | Petr Čech – Theodor Gebre Selassie, Michal Kadlec, Tomáš Sivok, David Limberský – Tomáš Rosický (46. Daniel Kolář, 90. František Rajtoral), Jaroslav Plašil, Tomáš Hübschman, Petr Jiráček – Václav Pilař, Milan Baroš (64. Tomáš Pekhart) Cheftrainer: Michal Bílek | Tschechien | Aufstellung Griechenland gegen Tschechien |
| Griechenland                                                | 1:2 Gekas (53.) | 0:1 Jiráček (3.) 0:2 Pilař (6.) | Tschechien | Aufstellung Griechenland gegen Tschechien |
| Griechenland                                                | Torosidis (34.), K. Papadopoulos (56.), Salpingidis (57.) | Rosický (27.), Jiráček (36.), Kolář (65.) | Tschechien | Aufstellung Griechenland gegen Tschechien |
| Griechenland                                                | Spieler des Spiels: Václav Pilař (Tschechien) | | Tschechien | Aufstellung Griechenland gegen Tschechien |
| 2. Spieltag                                                 | | |            |                                           |
| 12. Juni 2012 um 18:00 Uhr in Breslau (Städtisches Stadion) | | |            |                                           |
| Zuschauer: 41.105                                           | | |            |                                           |
| Schiedsrichter: Stéphane Lannoy ( Frankreich)               | | |            |                                           |
| Spielbericht                                                | | |            |                                           |

## Polen – Russland 1:1 (0:1)
| Polen                                                     | Polen | Russland | Russland | Aufstellung                      |
| --------------------------------------------------------- | --- | --- | -------- | -------------------------------- |
| Polen                                                     | \| 2. Spieltag \| \| 12. Juni 2012 um 20:45 Uhr in Warschau (Stadion Narodowy) \| \| Zuschauer: 55.920 \| \| Schiedsrichter: Wolfgang Stark ( Deutschland) \| \| Spielbericht \| | \| 2. Spieltag \| \| 12. Juni 2012 um 20:45 Uhr in Warschau (Stadion Narodowy) \| \| Zuschauer: 55.920 \| \| Schiedsrichter: Wolfgang Stark ( Deutschland) \| \| Spielbericht \| | Russland | Aufstellung Polen gegen Russland |
| Polen                                                     | Przemysław Tytoń – Łukasz Piszczek, Marcin Wasilewski, Damien Perquis, Sebastian Boenisch – Dariusz Dudka (73. Adrian Mierzejewski), Eugen Polanski (85. Adam Matuschyk) – Jakub Błaszczykowski , Rafał Murawski, Ludovic Obraniak (90.+3' Paweł Brożek) – Robert Lewandowski Cheftrainer: Franciszek Smuda | Wjatscheslaw Malafejew – Alexander Anjukow, Alexei Beresuzki, Sergei Ignaschewitsch, Juri Schirkow – Roman Schirokow, Igor Denissow, Konstantin Syrjanow – Alan Dsagojew (79. Marat Ismailow), Andrei Arschawin – Alexander Kerschakow (79. Roman Pawljutschenko) Cheftrainer: Dick Advocaat ( Niederlande) | Russland | Aufstellung Polen gegen Russland |
| Polen                                                     | 1:1 Błaszczykowski (57.) | 0:1 Dsagojew (37.) | Russland | Aufstellung Polen gegen Russland |
| Polen                                                     | Lewandowski (60.), Polanski (79.) | Denissow (60.), Dsagojew (75.) | Russland | Aufstellung Polen gegen Russland |
| Polen                                                     | Spieler des Spiels: Jakub Błaszczykowski (Polen) | | Russland | Aufstellung Polen gegen Russland |
| 2. Spieltag                                               | | |          |                                  |
| 12. Juni 2012 um 20:45 Uhr in Warschau (Stadion Narodowy) | | |          |                                  |
| Zuschauer: 55.920                                         | | |          |                                  |
| Schiedsrichter: Wolfgang Stark ( Deutschland)             | | |          |                                  |
| Spielbericht                                              | | |          |                                  |

## Griechenland – Russland 1:0 (1:0)
| Griechenland                                              | Griechenland | Russland | Russland | Aufstellung                             |
| --------------------------------------------------------- | --- | --- | -------- | --------------------------------------- |
| Griechenland                                              | \| 3. Spieltag \| \| 16. Juni 2012 um 20:45 Uhr in Warschau (Stadion Narodowy) \| \| Zuschauer: 55.614 \| \| Schiedsrichter: Jonas Eriksson ( Schweden) \| \| Spielbericht \| | \| 3. Spieltag \| \| 16. Juni 2012 um 20:45 Uhr in Warschau (Stadion Narodowy) \| \| Zuschauer: 55.614 \| \| Schiedsrichter: Jonas Eriksson ( Schweden) \| \| Spielbericht \| | Russland | Aufstellung Griechenland gegen Russland |
| Griechenland                                              | Michalis Sifakis – Vasilios Torosidis, Sokratis, Kyriakos Papadopoulos, Giorgos Tzavelas – Konstantinos Katsouranis, Ioannis Maniatis – Dimitrios Salpingidis (83. Sotirios Ninis), Giorgos Karagounis (67. Grigoris Makos), Giorgos Samaras – Theofanis Gekas (64. José Holebas) Cheftrainer: Fernando Santos ( Portugal) | Wjatscheslaw Malafejew – Alexander Anjukow (81. Marat Ismailow), Alexei Beresuzki, Sergei Ignaschewitsch, Juri Schirkow – Igor Denissow – Roman Schirokow, Denis Gluschakow (72. Pawel Pogrebnjak) – Alan Dsagojew, Andrei Arschawin – Alexander Kerschakow (46. Roman Pawljutschenko) Cheftrainer: Dick Advocaat ( Niederlande) | Russland | Aufstellung Griechenland gegen Russland |
| Griechenland                                              | 1:0 Karagounis (45.+2') | | Russland | Aufstellung Griechenland gegen Russland |
| Griechenland                                              | Karagounis (61.), Holebas (90.+4') | Anjukow (61.), Schirkow (69.), Dsagojew (70.), Pogrebnjak (90.+3') | Russland | Aufstellung Griechenland gegen Russland |
| Griechenland                                              | Spieler des Spiels: Giorgos Karagounis (Griechenland) | | Russland | Aufstellung Griechenland gegen Russland |
| 3. Spieltag                                               | | |          |                                         |
| 16. Juni 2012 um 20:45 Uhr in Warschau (Stadion Narodowy) | | |          |                                         |
| Zuschauer: 55.614                                         | | |          |                                         |
| Schiedsrichter: Jonas Eriksson ( Schweden)                | | |          |                                         |
| Spielbericht                                              | | |          |                                         |

## Tschechien – Polen 1:0 (0:0)
| Tschechien                                                  | Tschechien | Polen | Polen | Aufstellung                        |
| ----------------------------------------------------------- | --- | --- | ----- | ---------------------------------- |
| Tschechien                                                  | \| 3. Spieltag \| \| 16. Juni 2012 um 20:45 Uhr in Breslau (Städtisches Stadion) \| \| Zuschauer: 41.480 \| \| Schiedsrichter: Craig A. Thomson ( Schottland) \| \| Spielbericht \|                                                                                   | \| 3. Spieltag \| \| 16. Juni 2012 um 20:45 Uhr in Breslau (Städtisches Stadion) \| \| Zuschauer: 41.480 \| \| Schiedsrichter: Craig A. Thomson ( Schottland) \| \| Spielbericht \| | Polen | Aufstellung Tschechien gegen Polen |
| Tschechien                                                  | Petr Čech – Theodor Gebre Selassie, Tomáš Sivok, Michal Kadlec, David Limberský – Tomáš Hübschman, Jaroslav Plašil – Petr Jiráček (84. František Rajtoral), Daniel Kolář, Václav Pilař (88. Jan Rezek) – Milan Baroš (90.+1' Tomáš Pekhart) Cheftrainer: Michal Bílek | Przemysław Tytoń – Łukasz Piszczek, Marcin Wasilewski, Damien Perquis, Sebastian Boenisch – Eugen Polanski (56. Kamil Grosicki), Dariusz Dudka – Jakub Błaszczykowski , Rafał Murawski (73. Adrian Mierzejewski), Ludovic Obraniak (73. Paweł Brożek) – Robert Lewandowski Cheftrainer: Franciszek Smuda | Polen | Aufstellung Tschechien gegen Polen |
| Tschechien                                                  | 1:0 Jiráček (72.) | | Polen | Aufstellung Tschechien gegen Polen |
| Tschechien                                                  | Limberský (12.), Plašil (87.), Pekhart (90.+4') | Murawski (22.), Polanski (48.), Wasilewski (61.), Błaszczykowski (87.), Perquis (90.) | Polen | Aufstellung Tschechien gegen Polen |
| Tschechien                                                  | Spieler des Spiels: Petr Jiráček (Tschechien) | | Polen | Aufstellung Tschechien gegen Polen |
| 3. Spieltag                                                 | | |       |                                    |
| 16. Juni 2012 um 20:45 Uhr in Breslau (Städtisches Stadion) | | |       |                                    |
| Zuschauer: 41.480                                           | | |       |                                    |
| Schiedsrichter: Craig A. Thomson ( Schottland)              | | |       |                                    |
| Spielbericht                                                | | |       |                                    |